# Moisburger Bach
Der Moisburger Bach ist ein 2,3 km langer Bach in der Gemeinde Moisburg im Landkreis Harburg in Niedersachsen, der von rechts und Norden in die Este mündet.

## Verlauf
Der Moisburger Bach beginnt östlich der Kreisstraße 17 als Oberflächensammler in einem Wiesengebiet südöstlich des Golfplatzes nördlich von Moisburg. Nach der Unterquerung der K 17 in westlicher Richtung, fließt er die ersten hundert Meter deutlich begradigt durch Wiesen, bevor er mäandernd durch leicht sumpfiges Waldgebiet in die Moisburger Fischteiche fließt. Das Stadtgebiet von Moisburg durchfließt der Bach deutlich begradigt und stellenweise kanalisiert, um auf Höhe der Ev. luth. Kirche Moisburg von rechts und Norden in die Este zu münden.

## Zustand
Der Moisburger Bach ist im gesamten Verlauf mäßig belastet (Güteklasse II).

## Befahrungsregeln
Wegen intensiver Nutzung der Este durch Freizeitsport und Kanuverleiher erließ der Landkreis Harburg 2002 eine Verordnung unter anderem für die Este, ihre Nebengewässer und der zugehörigen Uferbereiche, die den Lebensraum von Pflanzen und Tieren schützen soll. Seitdem ist das Befahren und Betreten des Moisburger Bachs ganzjährig verboten.